# Pyszczak wspaniały
Pyszczak wspaniały (Nimbochromis venustus) – endemiczny gatunek słodkowodnej ryby z rodzaju Nimbochromis należący do rodziny pielęgnicowatych (Cichlidae). Bywa hodowany w akwariach.

## Występowanie
Strefa piaszczystego dna w Jeziora Malawi oraz w jeziorze Malombe, gdzie ukryta w piasku czatuje na drobne ryby. 

## Charakterystyka
Sylwetka ciała wydłużona z krępą budową. Barwa oliwkowo-zielonkawa z ciemnymi plamami. Płetwy z jasnoniebieskim obrzeżeniem. 
Przez grzbiet u samca przebiega żółty pas przebiegający wzdłuż linii grzbietu. Dorasta do 22, niekiedy 25 cm długości.

## Warunki w akwarium
| Zalecane warunki w akwarium | Zalecane warunki w akwarium |
| --------------------------- | --------------------------- |
| Zbiornik                    |                             |
| Temperatura wody            | 23–26°C                     |
| Twardość wody               | 10–12°n                     |
| Skala pH                    | odczyn zasadowy; 7,2–8,8    |
| pokarm                      | bezkręgowce, małe ryby      |
| Uwagi                       | wymaga kryjówek             |